# BILKA Steel
BILKA Steel este o companie românească cu sediul central în Brașov, specializată în producția de acoperișuri metalice (țiglă metalică, hale industriale, sistem pluvial și accesorii) pentru orice tip de construcție. Compania a fost înființată în 2007, și este controlată de omul de afaceri Horațiu Mihai Țepeș care este proprietar unic.

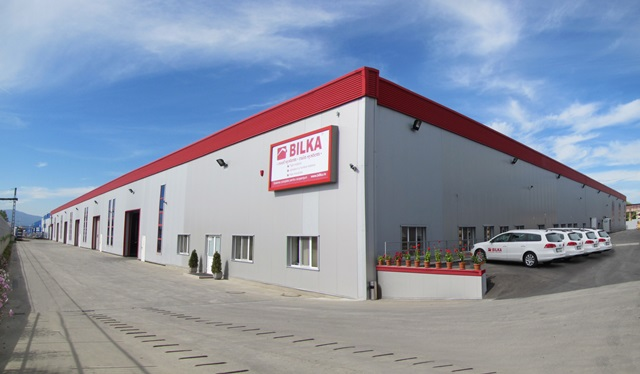
BILKA STEEL SRL Adresa: Brașov, str. Henri Coandă nr. 17

BILKA Steel este cel mai mare producător de țiglă metalică și acoperișuri din România, încă din anul 2012, când a devenit liderul pieței de profil, având ca principali competitori Lindab, Rautaruukki, Megaprofil și Coilprofil.
Fabrica BILKA Steel este situată în Brașov și a fost înființată în 2007. În prezent, halele de producție, depozitare și logistică acoperă o suprafață de peste 190.000 mp. În cei 16 ani de activitate, BILKA Steel a realizat investiții de peste 70 milioane euro, devenind cel mai mare producător de acoperișuri și consumator de oțel prevopsit din Est-ul Europei.
În anul 2022 cifra de afaceri a companiei a atins pragul de 1.15 miliarde de lei (232 milioane euro), cifră obținută în urma investițiilor continue pentru dezvoltare și extindere. Bilka a achiziționat platforma Hidromecanica 2,  achiziție care se ridică la 5,56 milioane euro și totodată a demarat un plan investițional care se ridică la 30 milioane de euro și se va desfășura în perioada 2017 – 2021..
Liniile de producție sunt complet automatizate și înglobează cele mai noi tehnologii existente la nivel mondial. Gama de produse BILKA acoperă sistemul complet de acoperiș, într-o varietate largă, dar și sectorul industrial, cu destinație hale, centre comerciale, unități de producție, depozite etc.
Produsele marca BILKA sunt distribuite la nivelul întregii țări prin intermediul a peste 500 parteneri stabili, dar și la export, în țări precum Bulgaria, Ungaria, Republica Moldova, Germania, Polonia, Slovacia și Ucraina.

## Istoric
- 2007 - se înființează compania BILKA Steel care începe ca distribuitor de țiglă metalică.
- 2008 - compania investește 200.000 euro în prima linie de producție de țiglă metalică și accesorii pentru acoperiș localizată în Brașov[5]. La acel moment fabrica acoperea o suprafață de 4.500 mp. Ies pe porțile fabricii primii mp de țiglă metalică produsă sub marca BILKA. Singurul produs din portofoliul BILKA Steel este țigla metalică CLASIC în 8 culori.

- 2009 - se achiziționează prima linie de producție pentru tablă cutată și începe producția.
- 2010 - compania începe exportul către țările UE și cele din fosta URSS. Se dezvoltă parcul auto.
- 2011 - compania introduce în portofoliu un nou produs, începe producția pentru țigla metalică Balcanic. În același an la BILKA începe producția de țiglă metalică în 21 de culori, cea mai bogată gamă de culori prezentă în protofoliul unui producător în România.
- 2012 - BILKA Steel devine cel mai mare producător și vânzător de învelitori metalice în România, cu peste 2 milioane de mp de țiglă metalică vândută într-un an. În același an compania introduce în portofoliul său un nou produs: Retro Panel - panouri de acoperiș din tablă fălțuită, cu sistem de îmbinare „click”. Acest sistem este folosit pe scară largă în Europa cu precădere pentru construcțiile istorice. Acesta este anul în care exportul către țările din vestul Europei a devenit semnificativ.

- 2013 - în aprilie BILKA Steel își mută activitatea din vechea hală de producție într-una nouă. Mutarea se face după o investiție de aproximativ 3,5 milioane de euro, care presupune o suprafață dedicată producției de 17.500 mp și 1.000 mp de birouri. Compania își depășește propriul record și încheie anul cu 3,2 milioane mp de învelitori metalice produse și comercializate. [6]

- 2014 - compania încheie anul cu peste 4 milioane mp de învelitori produse și comercializate[7]. Inaugurează două noi linii de producție de țiglă metalică Clasic, achiziționează activele imobiliare Romlag Brașov și investește peste 2 milioane de euro pentru achiziționare și renovare. Compania ajunge la o suprafață de producție, depozitare și spații de birouri de peste 45.000 mp. Tot în acest an compania își lărgește gama de culori cu nuanța RAL 8003.
- 2015 - se lansează două noi modele de țiglă metalică: BILKA IBERIC și BILKA GOTIC și sunt achiziționate și instalate 8 noi linii de producție de țiglă metalică, accesorii pentru acoperiș și elemente ale sistemului pluvial. În acest an se lansează un nou finisaj, disponibil în 4 culori.
- 2016 - BILKA introduce pe piață un nou model de țiglă metalică, BILKA ROMANIC și continuă să investească în dezvoltarea producției, instalând noi linii de producție. Numărul angajaților ajunge la 300.
- 2017 - compania lansează un nou finisaj, GrandeMat, produs de top, cu garanție de 30 de ani, disponibil în 8 variante coloristice. Este inaugurat noul sediu al punctului de lucru BILKA Cluj, cu o suprafață de 1800 mp. Bilka a achiziționat platforma Hidromecanica 2,  achiziție care se ridică la 5,56 milioane euro și totodată a demarat un plan investițional care se ridică la 20 milioane de euro și se va desfășura în perioada 2017 – 2020. Suma bugetată va fi distribuită în cea mai mare parte către dezvoltarea produselor cu desfacere în sectorul industrial.[8].  Compania încheie anul cu o cifră de afaceri de 394 milioane de lei.
- 2018 - continuă planul de investiții demarat în 2017, pe proiectul de dezvoltare a diviziei de industrial. Începe renovarea platformei și în paralel procedurile pentru achiziția de utilaje de producție necesare. Investițiile vor fi finalizate în 2020, însă primele rezultate pe care acestea le vor produce se vor simți la începutul lui 2019, când este programată producția de panouri termoizolante
- 2020 - Compania ajunge în Top 50 cele mai valoroase și puternice branduri românești. De asemenea, compania continuă investițiile în vederea inaugurării fabricii de panouri termoizolante și profile industriale.[9].
- 2021 - Compania depășeste borna de 1 mld lei cifră de afaceri, ajunge pe locul 22 în Topul celor mai valoroase companii antreprenoriale românești și a lansat un nou model de învelitoare metalică BILKA RETRO DUO.[10].
- 2022 - Compania aniversează 15 ani de la înființare. Este anul in care Bilka aduce, în premieră, în România finisajul mat pentru sistemul pluvial. În același an, în cadrul Galei anuale „Companii de Elită”, eveniment inițiat de către revista Capital, BILKA a fost premiată pentru „Cea mai spectaculoasă creștere a cifrei de afaceri din construcții” – distincție ce relevă efectul unei munci asidue și coerente.[11].

## Evoluție anuală
| Anul                            | 2007 | 2008 | 2009 | 2010 | 2011 | 2012 | 2013 | 2014 | 2015  | 2016 | 2017 | 2018 | 2019 | 2020 | 2021  | 2022  |
| ------------------------------- | ---- | ---- | ---- | ---- | ---- | ---- | ---- | ---- | ----- | ---- | ---- | ---- | ---- | ---- | ----- | ----- |
| Cifră de afaceri (milioane RON) | 2,1  | 16,7 | 20,4 | 30   | 46,5 | 74,1 | 104  | 134  | 191,2 | 270  | 394  | 500  | 655  | 795  | 1.000 | 1.150 |
| Număr angajați                  | 2    | 7    | 16   | 27   | 34   | 57   | 84   | 130  | 150   | 300  | 350  | 500  | 550  | 570  | 600   | 600   |

## Investiții
Acționarul firmei susține că între 2007 și 2023 a investit în companie 70 milioane de euro.